# 프레더릭 터먼
프레더릭 터먼(영어: Frederick Terman, 1900년 6월 7일 ~ 1982년 12월 19일)은 미국의 저명 교육인이자 공학자로, 윌리엄 쇼클리와 함께 '실리콘 밸리의 아버지'로 불린다.
매사추세츠 공과대학에서 버니바 부시 지도 하에 전기공학 박사를 취득했으며, 이후 여러 연구기관에서 주도적 역할을 하다가 스탠포드 대학교에서 세계 일류의 연구학풍을 세우고 실리콘 밸리의 형성에 크게 기여한 것으로 평가된다. 1970년대 전후에는 한국의 KAIST의 설립에도 핵심적인 도움을 주었으며, 2004년 이를 기념하여 KAIST에 터만홀이 지어지기도 했다.

## 같이 보기
- 실리콘 밸리
- 윌리엄 쇼클리